# Ameiurus natalis
Ameiurus natalis is een straalvinnige vissensoort uit de familie van Noord-Amerikaanse katvissen (Ictaluridae). De wetenschappelijke naam van de soort is voor het eerst geldig gepubliceerd in 1819 door Lesueur.